# Thunder Seven
Thunder Seven es el séptimo álbum de estudio de la banda canadiense de hard rock Triumph y fue publicado en 1984.
Thunder Seven se colocó en la 35.ª posición en la lista del Billboard 200, mientras que el sencillo «Follow Your Heart» fue el más exitoso del álbum, ya que se posicionó en el 88.º lugar de las listas de popularidad estadounidenses y británicas.  «Spellbound», que fue también publicado como sencillo, no obtuvo mucho éxito, pues se ubicó apenas en el Top 100 de las listas de Canadá.
El álbum fue certificado disco de platino en los Estados Unidos el 21 de abril de 2003 por la Recording Industry Association of America (RIAA) por vender más de 500 000 copias, casi diecinueve años después de su publicación.

## Lista de canciones

### Lado A
| A Side |                     |                                         |          |  |
| N.º    | Título              | Escritor(es)                            | Duración |  |
| 1.     | «Spellbound»        | Rik Emmett / Michael Levine / Gil Moore | 5:13     |  |
| 2.     | «Rock Out, Roll On» | Emmett / Levine / Moore                 | 5:16     |  |
| 3.     | «Cool Down»         | Emmett / Levine / Moore                 | 4:50     |  |
| 4.     | «Follow Your Heart» | Emmett / Levine / Moore                 | 3:34     |  |

### Lado B
| B side |                              |                         |          |  |
| N.º    | Título                       | Escritor(es)            | Duración |  |
| 5.     | «Time Goes By»               | Emmett / Levine / Moore | 6:01     |  |
| 6.     | «Midsummer's Daydream»       | Rik Emmett              | 1:40     |  |
| 7.     | «Time Canon»                 | Emmett / Levine / Moore | 1:33     |  |
| 8.     | «Killing Time»               | Emmett / Levine / Moore | 4:17     |  |
| 9.     | «Stranger in a Strange Land» | Emmett / Levine / Moore | 5:13     |  |
| 10.    | «Little Boy Blues»           | Emmett / Levine / Moore | 3:40     |  |

## Formación
- Rik Emmett — voz principal, guitarra, bajo, teclado y clavinet.
- Gil Moore — voz, batería y percusiones.
- Michael Levine — bajo, órgano, teclado y clavinet.
- Lou Pomanti — teclado y productor
- Al Rogers — coros
- Sandee Bathgate — coros
- Dave Dickson — coros
- Herb Moore — coros
- Andy Holland — coros